# Alexandre Yikyi Bazié
Alexandre Yikyi Bazié (né le 17 août 1960 à Ténado) est un évêque catholique du Burkina Faso, évêque auxiliaire de Koudougou depuis 2019.

## Biographie
Il est ordonné prêtre le 19 juillet 1987 et incardiné dans le diocèse de Koudougou. Après plusieurs années de vicariat et d'études à Rome, il devient maître de conférences au séminaire de Bobo-Dioulasso, dont il devient en 1998 le recteur. De 2006 à 2009, il est maître de conférences à l'université catholique de l'Afrique de l'Ouest. Entre 2010 et 2016, il réside dans le diocèse français de Saint-Flour et, après son retour au Burkina Faso, il devient curé de Réo et vicaire général du diocèse.
Le 25 mars 2019, le pape François le nomme évêque auxiliaire du diocèse de Koudougou et évêque titulaire de Gummi-en-Byzacène (de),. Il reçoit l'ordination épiscopale le 29 juin 2019 de Joachim Ouédraogo. Il est nommé président de la Commission justice et paix et de la commission de théologie de la Conférence épiscopale Burkina-Niger.